# Devolver Digital
Devolver Digital è un editore di videogiochi indipendenti statunitense.

## Storia
La Devolver Digital venne fondata ad Austin il giugno 2009 da Nigel Lowrie, Harry Miller, Graeme Struthers, Rick Stults e Mike Wilson, che avevano lavorato per la Gathering of Developers e la Gamecock Media Group.
Le prime pubblicazioni della Devolver Digital sono remake in alta definizione di giochi di Serious Sam. Il successo di questi titoli e di altri spin off basati sempre sulla medesima serie, la Devolver Digital iniziò a pubblicare giochi di altri studi indipendenti più piccoli, tra i quali il titolo di successo Hotline Miami. La società gestì per un certo periodo la franchigia Devolver Digital Films, dedita alla distribuzione cinematografica, e possiede la maggioranza dell'editore Good Shepherd Entertainment. Il gennaio 2020, la Devolver Digital comprendeva 20 dipendenti. La società divenne pubblica sull'Alternative Investment Market il novembre 2021. La società è principalmente di proprietà degli stessi Miller, Struthers e Lowrie, con quote di minoranza di NetEase, Sony Interactive Entertainment e Kwalee.

## Videogiochi
- 2009 – Serious Sam HD: The First Encounter
- 2010 – Serious Sam HD: The Second Encounter
- 2011 – Serious Sam Double D
- 2011 – Serious Sam: Kamikaze Attack!
- 2011 – Serious Sam: The Random Encounter
- 2011 – Serious Sam 3: BFE
- 2012 – Serious Sam: The Greek Encounter
- 2012 – To-Fu: The Trials of Chi
- 2012 – Spacelings
- 2012 – Hotline Miami
- 2012 – To-Fu 2
- 2013 – Serious Sam Double D XXL
- 2013 – Duke Nukem 3D: Megaton Edition
- 2013 – Dungeon Hearts
- 2013 – Shadow Warrior Classic Redux
- 2013 – Foul Play
- 2013 – Shadow Warrior
- 2013 – Viscera Cleanup Detail: Shadow Warrior
- 2013 – Defense Technica
- 2014 – Cosmic DJ
- 2014 – Luftrausers
- 2014 – Always Sometimes Monsters
- 2014 – Dungeon Hearts Blitz
- 2014 – OlliOlli
- 2014 – Gods Will Be Watching
- 2014 – The Expendabros
- 2014 – Hatoful Boyfriend
- 2014 – Heavy Bullets
- 2014 – Sigils of Elohim
- 2014 – The Talos Principle
- 2014 – Fork Parker's Holiday Profit Hike
- 2015 – Hotline Miami 2: Wrong Number
- 2015 – Titan Souls
- 2015 – Not a Hero
- 2015 – Ronin
- 2015 – Breach & Clear: Deadline
- 2015 – OlliOlli2: Welcome to Olliwood
- 2015 – Dropsy
- 2015 – A Fistful of Gun
- 2015 – Broforce
- 2015 – Downwell
- 2015 – Pathologic Classic HD
- 2015 – Noct (accesso anticipato)
- 2015 – Hatoful Boyfriend: Holiday Star
- 2016 – #SelfieTennis
- 2016 – Enter the Gungeon
- 2016 – OmniBus
- 2016 – Reigns
- 2016 – Okhlos
- 2016 – Mother Russia Bleeds
- 2016 – Shadow Warrior 2
- 2017 – Stories Untold
- 2017 – Sub Rosa (accesso anticipato)
- 2017 – Serious Sam VR: The First Encounter
- 2017 – Serious Sam VR: The Second Encounter
- 2017 – Golf for Workgroups (accesso anticipato)
- 2017 – Spaceplan
- 2017 – Strafe
- 2017 – Block'hood
- 2017 – Serious Sam's Bogus Detour
- 2017 – Absolver
- 2017 – Serious Sam VR: The Last Hope
- 2017 – Ruiner
- 2017 – The Talos Principle VR
- 2017 – Serious Sam 3 VR: BFE
- 2017 – High Hell
- 2017 – Reigns: Her Majesty
- 2018 – Genital Jousting
- 2018 – The Red Strings Club
- 2018 – Crossing Souls
- 2018 – Umiro
- 2018 – Minit
- 2018 – Block'hood VR
- 2018 – The Swords of Ditto
- 2018 – I Hate Running Backwards
- 2018 – The Messenger
- 2018 – Reigns: Game of Thrones
- 2018 – Gris
- 2019 – Pikuniku
- 2019 – Fork Parker's Crunch Out
- 2019 – Ape Out
- 2019 – Weedcraft Inc
- 2019 – Katana Zero
- 2019 – Observation
- 2019 – Gato Roboto
- 2019 – Devolver Bootleg
- 2019 – My Friend Pedro
- 2019 – Gorn
- 2019 – Metal Wolf Chaos XD
- 2019 – Witcheye
- 2019 – Heave Ho
- 2019 – Serious Sam Classics: Revolution
- 2019 – Exit the Gungeon
- 2019 – Cricket Through the Ages
- 2019 – Bleak Sword
- 2019 – Painty Mob
- 2020 – Sludge Life
- 2020 – Devolverland Expo
- 2020 – Carrion
- 2020 – Fall Guys: Ultimate Knockout
- 2020 – Game of Thrones: Tale of Crows
- 2020 – Serious Sam 4
- 2020 – Disc Room
- 2020 – Reigns: Beyond
- 2020 – Enter the Gungeon: House of the Gundead
- 2021 – Olija
- 2021 – Minit Fun Racer
- 2021 – Loop Hero
- 2021 – Essays on Empathy
- 2021 – Boomerang X
- 2021 – Death's Door
- 2021 – Blightbound
- 2021 – My Friend Pedro: Ripe for Revenge
- 2021 – Inscryption
- 2022 – Serious Sam: Siberian Mayhem
- 2022 – Shadow Warrior 3
- 2022 – Tentacular
- 2022 – Weird West
- 2022 – Serious Sam: Tormental
- 2022 – Ragnorium
- 2022 – Trek to Yomi
- 2022 – Card Shark
- 2022 – Demon Throttle
- 2022 – Cult of the Lamb
- 2022 – Return to Monkey Island
- 2022 – McPixel 3
- 2023 – Devolver Tumble Time
- 2023 – Terra Nil
- 2023 – Bleak Sword DX
- 2023 – Sludge Life 2
- 2023 – Karmazoo
- 2023 – The Cosmic Wheel Sisterhood
- 2023 – Gunbrella
- 2023 – Wizard with a Gun
- 2023 – The Talos Principle 2
- 2024 – Reigns: Three Kingdoms
- 2024 – Phantom Abyss
- 2024 – The Plucky Squire
- 2024 – Skate Story
- 2024 – Pepper Grinder
- 2024 – Neva
- 2024 – Anger Foot
- 2024 – Stick It to the Stickman
- 2024 – Baby Steps
- 2024 – Children of the Sun
- 2024 – Sumerian Six
- 2024 – The Crush House
- 2025 – The Talos Principle: Reawakened
- 2025 – Possessor(s)